# سیارک ۷۴۹۱
سیارک ۷۴۹۱ (به انگلیسی: 7491 Linzerag، نامگذاری:1995SD2) هفت هزار و چهارصد و نود و یکمین سیارک کشف شده‌است که در ۲۳ سپتامبر ۱۹۹۵ کشف شد.
قدر مطلق سیارک برابر ۱۳٫۰۰ است.